# Bimatoprost
Bimatoprost, được bán dưới tên thương mại Lumigan trong số những loại khác, là một loại thuốc dùng để điều trị áp lực cao bên trong mắt bao gồm cả bệnh tăng nhãn áp. Cụ thể nó được sử dụng cho bệnh tăng nhãn áp góc mở khi các tác nhân khác không đủ. Nó cũng có thể được sử dụng để tăng kích thước của lông mi. Nó được sử dụng như thuốc nhỏ mắt. Hiệu ứng thường xảy ra trong vòng 4 giờ.
Các tác dụng phụ thường gặp bao gồm mắt đỏ, khô mắt, thay đổi màu mắt, mờ mắt và đục thủy tinh thể. Sử dụng trong khi mang thai hoặc cho con bú thường không được khuyến khích. Nó là một chất tương tự prostagladin và hoạt động bằng cách tăng dòng chảy của thủy dịch từ mắt.
Bimatoprost đã được phê duyệt cho sử dụng y tế tại Hoa Kỳ vào năm 2001. Nó có sẵn như là một loại thuốc chung chung. Một chai 3 ml ở Vương quốc Anh có giá NHS khoảng 9,30 £ vào năm 2019. Tại Hoa Kỳ, chi phí bán buôn của số thuốc này là khoảng US$ 80. Năm 2016, đây là loại thuốc được kê đơn nhiều thứ 254 tại Hoa Kỳ với hơn một triệu đơn thuốc.

## Công dụng

### Y khoa
Bimatoprost được sử dụng để điều trị bệnh tăng nhãn áp góc mở và tăng huyết áp ở bệnh nhân trưởng thành, đơn độc hoặc kết hợp với thuốc chẹn beta  (điển hình là timolol).
Các nghiên cứu đã chỉ ra rằng bimatoprost có hiệu quả hơn timolol trong việc giảm áp lực nội nhãn (IOP) và ít hiệu quả nhất như các chất tương tự prostaglandin latanoprost và travoprost trong việc giảm IOP.

### Mỹ phẩm
Bimatoprost có thể được sử dụng để điều trị lông mi nhỏ hoặc kém phát triển. Thuật ngữ y học cho điều này là điều trị chứng hói đầu; tuy nhiên, sự chấp thuận của FDA là dành cho mục đích thẩm mỹ hoàn toàn.  